# Torre de Agrón
La Torre de Agrón es una torre vigía de la época árabe situada en el municipio español de Agrón, provincia de Granada, comunidad autónoma de Andalucía. Era una de las muchas torres que vigilaban el paso entre Granada y Alhama de Granada.

## Situación
Se encuentra en la hacienda de San Rafael, cerca de donde salen el Barranco de la Zahora y el de las Zarzas, se encuentra la torre-atalaya de Agrón. Esta torre vigía, de la época árabe, es la única que todavía permanece en pie de las varias que por aquí guardaban el paso entre Granada y Alhama.
Desde esta torre se divisa prácticamente todo el territorio del antiguo Quempe y la zona del río Cacín. Actualmente los terrenos en los que se ubica pertenecen a una finca de propiedad particular, por lo que hay que pedir autorización con anterioridad para visitarla.

## Descripción
La torre se levanta sobre una plataforma circular de nivelación, con zarpa aparente, hecha de mampostería y de 60 centímetros de altura. Tiene forma prismática y planta octogonal, con lados cuyas dimensiones varía entre 2.00 y 2.10 metros. Está construida en mampostería, con piedras de tamaño mediano tomadas con mortero de yeso, que no forman hiladas aparentes. Conserva restos de enfoscado exterior de mortero de yeso en la cara Noreste. Tiene sobre ella un vértice geodésico.
Al Este de la torre existe un gran agujero que bien puede ser indicio de la existencia de un aljibe, o bien producido, a modo de cantera, al extraer la piedra para la construcción de la Torre.
Sus lados, comenzando por la orientación Norte y siguiendo el sentido de las agujas del reloj, tienen medidas de 2.05-2.00-2.10-2.10-2.10-2.05-2.05-2.05 metros.

## Bien de Interés Cultural
La torre se encuentra declarada Bien de Interés cultural con la categoría de Monumento. Se encuentra inscrita en el catálogo del Patrimonio del Estado con el número R.I.-51-0007736-00000 y en catálogo de la Junta de Andalucía con el n.º 180010008. Se encuentra declarada monumento desde 05/05/1949 y bien de interés cultural desde 25/6/1985.